# Филатова Гора
Филатова Гора — деревня в Тямшанской волости Псковского района Псковской области России.
Расположена в 21 км к юго-западу от центра города Пскова и в 10 км к югу от деревни Тямша.

## Население
| 2001 | 2002 | 2010 |
| ---- | ---- | ---- |
| 15   | ↗19  | ↗20  |

Численность населения деревни по состоянию на конец 2000 года составляет 15 жителей

## Известные уроженцы и жители
- Петров, Алексей Иванович (1921—2015) — участник Великой Отечественной войны, командир взвода 486-го стрелкового полка 177-й стрелковой дивизии 23-й армии Ленинградского фронта, Герой Советского Союза (1945).